# Tand
 For alternative betydninger, se Tand (flertydig). (Se også artikler, som begynder med Tand)
En tand er en emaljedækket knogle i munden på visse pattedyr, krybdyr, padder og fisk.

## Anvendelse
Tænderne har mange forskellige funktioner. De bruges blandt andet til at tygge og bide med, og de har stor betydning for udseende, tale og sang.
Menneskers og dyrs tænder har flere funktioner som bygger på mekanisk gearing. Fortænders og hjørnetænders formål er at kile sig ind i primært fødeemner. Under kæbernes pres kiles fødeemner over – dette kaldes også at bide noget over. Et eksempel er når man bider et stykke af et æble.
Kindtænders funktion er at mase fødeemnestykker så de under gentagen tygning omdanner fødeemnerstykkerne til en grød blandet med spyt. Kindtænders takninger og kæbernes pres gør, at fødeemnestykkerne udsættes for stort tryk, som kvaser cellestrukturer og andre mademner i stykker i lille målestok.
Udover at blive anvendt til fødeemner, bliver tænderne også anvendt som generelt redskab. F.eks. anvendes tænder også til at holde mindre emner (handsker, buskort...), når man er løbet tør for ledige hænder.
Mennesker har anvendt eller anvender tænderne til utroligt mange ting. F.eks. anvender eller anvendte inuitterne tygning til at garve skind med.

## Pattedyrs tænder
Pattedyr har tre typer tænder:
- Fortænder (eller incisiver, latin: dens incisivus) som normalt er mejselformede,
- Hjørnetænder (eller caniner, latin: dens caninus) som normalt er kegleformede med en spids, og
- Kindtænder (eller molarer og præmolarer, latin: dens premolaris og dens molaris) som er flade med flere tyggeknuder

Deres første sæt tænder, mælketænderne, udskiftes på et tidspunkt med et sæt blivende tænder som ikke kan erstattes. De første placentale pattedyr havde 3 fortænder, 1 hjørnetand og 7 kindtænder i hver side af kæberne i deres blivende tandsæt. De fleste nulevende pattedyrarter har færre tænder, men blandt andet muldvarpe og svin har stadig et fuldt tandsæt med alle de oprindelige pattedyrs tænder. De blivende kindtænder opdeles i forkindtænder (præmolarer) og bagkindtænder (molarer). Forkindtænderne, som er de forreste kindtænder nærmest hjørnetænderne, findes både i mælketandsættet og i de blivende tænder; de kaldes derfor også mælkekindtænder. Bagkindtænderne findes kun i det blivende tandsæt. I et fuldt tandsæt er 4 af de 7 kindtænder i hver side af kæberne forkindtænder.

## Navngivning
I Danmark navngives menneskers tænder med Haderups nomenklatur.

## Andet
Tanden er en modificeret papil, som stammer fra mundens slimhinde og som dækkes af kalcificerede substanser.
Mennesket har 20 mælketænder og 32 blivende tænder.
Læren om tænder kaldes odontologi. Læren om tandregulering kaldes ortodonti.

## Galleri
- Rovdyr har skarpe bid og tyggetænder. Billedet viser rævens tænder.
- Hornfisk har over 300 skarpe tænder
- De to øverste hugtænder, ca. 23 mm lange, tabt af en 16-årig huskat.